# Oscar Wilhelm Stübel
Oskar Wilhelm Stübel (* 11. August 1846 in Dresden; † 15. Juni 1921 in Dresden) war ein deutscher Diplomat und von 1900 bis 1905 Direktor der Kolonialabteilung des Auswärtigen Amtes.

## Leben
Stübel studierte zunächst Mathematik und dann Rechtswissenschaften. Als Leutnant der Reserve machte er im  sächsischen Leib-Grenadier-Regiment Nr.  100  den Feldzug von 1870/71 mit und war ab 1872 als Referendar in Dresden tätig. Er promovierte zum Dr. jur. Im Jahr 1873 wurde er, bis zu dessen Tod, Privatsekretär von König Johann von Sachsen. Er war dann beim sächsischen evangelisch-lutherischen Landeskonsistorium beschäftigt. In der sächsischen Armee war er zuletzt Hauptmann der Reserve a. D.
Im Jahr 1876 trat er in den Dienst des sächsischen Außenministeriums ein. Er wechselte von dort 1879 zum Auswärtigen Amt des Reichs. Er war im Range eines Legationsrates 1882 Konsul in St. Louis und Cincinnati, kam noch im selben Jahr nach Samoa und wurde dort 1884 Generalkonsul. Ab 1887 war er Generalkonsul in Kopenhagen. Danach war er 1889 und 1890 wieder in Samoa.  Daraufhin löste er 1888 Johannes Lührsen als Generalkonsul in Shanghai ab. Dieses Amt führte er bis 1899. Danach war Stübel außerordentlicher Gesandter in Santiago de Chile.
Zwischen 1900 und Ende 1905 war er Direktor der kolonialpolitischen Abteilung im Auswärtigen Amt. Er wurde Nachfolger des gescheiterten Gerhard von Buchka. In seine Amtszeit fallen einerseits Reformversuche. Andererseits begannen in seiner Zeit der Aufstand der Herero und Nama in Südwestafrika und der Kolonialskandal von 1905. Angesichts der öffentlichen Kritik wurde er durch Ernst II. zu Hohenlohe-Langenburg ersetzt.
Nach seinem Rücktritt war er 1906 einige Zeit außerordentlicher Gesandter und bevollmächtigter Minister in Oslo.